# Simplemente María (telenovela 2015)
Simplemente María è una telenovela messicana trasmessa su Las Estrellas dal 9 novembre 2015 al 1º maggio 2016.